# Železné hory
Železné hory (tysk: Eisengebirge (Jernbjergene) er en bjergkæde i den tjekkiske region Pardubice, og udgør en del af det Bøhmisk-Mähriske højland.

## Geografi
Bjergkæden slutter sig til Saarbjergene (Žďárské vrchy) i nordvest og strækker sig fra nordvest til sydøst. Mod nord går det over i Chrudimer Tafel (Chrudimská tabule), mod syd det bjergrige område af den øvre Sázava (Hornosázavská pahorkatina). Doubravas dal danner afslutningen mod syd. Bjergene ligger syd for Pardubice i bytrekanten Čáslav - Chrudim - Hlinsko og dækker et areal på 748 km². Den består af to underafdelinger, Chvaletická Uplands (Chvaletická pahorkatina) og Setscher Bergland (Sečská vrchovina).
Den skovklædte højderyg gennemskæres af Chrudimka i en dyb dal. Den højeste top er Pešava (697 moh.) og Hlinecké kopce, Vestec og Hradiště er også vigtige. Det laveste punkt er 268 m nær Slatiňany.
I bjergene findes bl.a Lichtenburg-slottet (Hrad Lichnice), Seč-dæmningen, det stenede hav nær Krkanka, kløfterne i Pekelský og Lovětínský potok og mindesmærket for massakren i Ležáky i 1941.